# Soa de Muse
Soa de Muse, née le 31 janvier 1989 à Villepinte, est une drag queen française principalement connue pour sa participation à la première saison de Drag Race France, à la première saison de RuPaul's Drag Race: Global All Stars et à la première saison de Drag Race France All Stars.

## Jeunesse et éducation
Soa de Muse naît le 31 janvier 1989 à Villepinte, en Seine-Saint-Denis, en Île-de-France,. Soa déménage en Martinique avec ses parents, qui en sont originaires, à l'âge de quinze ans et y découvre le théâtre.
À l'âge de vingt ans, Soa retourne en France métropolitaine, pour poursuivre d'abord des études de lettres, puis d'arts dramatiques.

## Carrière
C'est pendant ses études supérieures que Soa décide d'arrêter ses études et de commencer une carrière dans la performance.
Je me suis rendu compte qu'il ne fallait pas que je sois assise, à écouter quelqu'un qui parle (...) Il me fallait faire de la scène.
Soa commence sa carrière de drag queen comme artiste de burlesque au cabaret travesti parisien Madame Arthur.
Le 8 mars 2021, pour la Journée internationale des droits des femmes, Soa participe à l'exposition « 109 Mariannes » inaugurée par Marlène Schiappa, alors ministre chargée de l'égalité entre les femmes et les hommes,,.
En début d'année 2022, Soa crée son propre cabaret, La Bouche, à Paris.
Le 2 juin 2022, Soa de Muse est annoncée comme l'une des dix candidates de la première saison de Drag Race France, où elle finit seconde, avec La Grande Dame, face à Paloma,,.
En juin 2024, elle incarne le personnage de Muse dans D&Drags, une mini-campagne diffusée sur la chaîne d'actual play La Bonne Auberge à l'occasion du Mois des fiertés LGBTQ.
Le 15 juillet 2024, Soa de Muse est annoncée comme l'une des douze candidates de la première saison de RuPaul's Drag Race: Global All Stars, où elle finit neuvième.

### Esthétique
L'esthétique de Soa de Muse est fortement inspirée de sa culture afro-martiniquaise. Avec sa participation à Drag Race France, Soa exprime son désir de partager « un clin d'œil à la communauté antillaise qui est un peu invisibilisée et un cri de guerre pour dire que maintenant, on est là ». Soa a également exprimé son désir de performer en Martinique.

## Vie privée
Soa de Muse est non-binaire et décrit son expérience du genre comme « ni homme ni femme, juste universel•le ». Elle est très proche de la drag queen La Big Bertha.

## Filmographie

### Cinéma
- 2017 : The Ladies Almanack de Daviel Shy : Arthur Cravan[16]
- 2023 : Maurice's Bar de Tom Prezman et Tzor Edery (court métrage) : Bobette (voix)[17]

### Télévision
- 2022 :
  - Drag Race France : candidate, seconde place (saison 1)[1],[18]
  - Drama Queens, chez Paloma : invitée de l’épisode 1
  - Queen[19]
  - Perfect Queens
- 2023 :
  - Drag Race France : invitée (saison 2, épisode 2)[1],[18]
- 2024 :
  - RuPaul's Drag Race: Global All Stars : candidate, neuvième place (saison 1)
- 2025 :
  - Drag Race France All Stars : candidate, neuvième place (saison 1)

### Web-séries
- 2022 : Tea Time par Tinder x Drag Race (épisodes 2, 6 et 8)[20]

### Clips vidéo
- 2022 : Love, l'artère de Paloma[21]

## Discographie
| Année | Titre          | Artiste     | Ref.   |
| ----- | -------------- | ----------- | ------ |
| 2022  | Boom Boom      | The Nails   | [ 22 ] |
| 2023  | Counia Manmanw | Soa De Muse |        |

## Tournées
| Date               | Ville            | Pays     | Lieu                                | Affluence             |
| ------------------ | ---------------- | -------- | ----------------------------------- | --------------------- |
| SEPTEMBRE 2022     |                  |          |                                     |                       |
| 1er septembre 2022 | Paris            | France   | Casino de Paris                     | Complet (1500 places) |
| 2 septembre 2022   | Paris            | France   | Casino de Paris                     | Complet (1500 places) |
| 3 septembre 2022   | Paris            | France   | Casino de Paris                     | Complet (1500 places) |
| 6 septembre 2022   | Nancy            | France   | Ensemble Poirel                     | Complet (883 places)  |
| 8 septembre 2022   | Lille            | France   | Théâtre Sébastopol                  | Complet (1350 places) |
| 10 septembre 2022  | Nantes           | France   | Cité des congrès de Nantes          | Complet (1971 places) |
| 13 septembre 2022  | Bruxelles        | Belgique | Cirque Royal                        | À déterminer          |
| 17 septembre 2022  | Marseille        | France   | CEPAC Silo                          | À déterminer          |
| 22 septembre 2022  | Bordeaux         | France   | Théâtre Femina                      | Complet (1125 places) |
| OCTOBRE 2022       |                  |          |                                     |                       |
| 14 octobre 2022    | Paris            | France   | Casino de Paris                     | Complet (1500 places) |
| 15 octobre 2022    | Paris            | France   | Casino de Paris                     | Complet (1500 places) |
| 16 octobre 2022    | Paris            | France   | Casino de Paris                     | Complet (1500 places) |
| 19 octobre 2022    | Bordeaux         | France   | Théâtre Femina                      | À déterminer          |
| 20 octobre 2022    | Montpellier      | France   | Corum                               | À déterminer          |
| 21 octobre 2022    | Lyon             | France   | Bourse du travail de Lyon           | Complet (1920 places) |
| 23 octobre 2022    | Strasbourg       | France   | Palais de la musique et des congrès | À déterminer          |
| 25 octobre 2022    | Toulouse         | France   | Casino Barrière de Toulouse         | Complet (1200 places) |
| 27 octobre 2022    | Clermont-Ferrand | France   | La Coopérative de Mai               | À déterminer          |
| 29 octobre 2022    | Nice             | France   | Acropolis                           | À déterminer          |
| NOVEMBRE 2022      |                  |          |                                     |                       |
| 3 novembre 2022    | Rennes           | France   | Le Liberté                          | À déterminer          |
| 5 novembre 2022    | Lyon             | France   | Bourse du travail de Lyon           | À déterminer          |
| 7 novembre 2022    | Lille            | France   | Théâtre Sébastopol                  | À déterminer          |
| 9 novembre 2022    | Paris            | France   | Casino de Paris                     | À déterminer          |
| 10 novembre 2022   | Paris            | France   | Casino de Paris                     | À déterminer          |